# Neuville-lès-Decize
Neuville-lès-Decize település Franciaországban, Nièvre megyében. Lakosainak száma 211 fő (2022. január 1.). Neuville-lès-Decize Luthenay-Uxeloup, Avril-sur-Loire, Azy-le-Vif, Dornes, Fleury-sur-Loire, Saint-Parize-en-Viry és Toury-sur-Jour községekkel határos.

## Népesség
A település népességének változása:
| Lakosok száma | 256  | 247  | 230  | 224  | 218  | 218  | 215  | 211  |
|               | 2013 | 2015 | 2017 | 2018 | 2019 | 2020 | 2021 | 2022 |